# Stappen met flappen
Stappen met Flappen is een programma op de Nederlandse zender Radio 538. De naam is ontstaan uit het in dat programma gebruikt item. Daarin kun je geld winnen om op een avond te gaan stappen. Hiervoor moet je vragen beantwoorden. Deze gaan over de actualiteit en over je vrienden om je kennis over hen te testen. Op 16 november 2008 is voor het laatst Stappen met Flappen gespeeld. Er komt sinds 22 november 2008, een nieuw spel genoemd Fight for your Night.